# Liste der Mitglieder der laotischen Nationalversammlung (6. Legislaturperiode)
Die Liste der Mitglieder der laotischen Nationalversammlung führt alle Mitglieder der Nationalversammlung der 6. Legislaturperiode auf, die 2006 begann und bis 2011 dauerte. Sie bestand aus 115 Abgeordneten. Da Laos ein Einparteienstaat ist, gehören nahezu sämtliche Abgeordnete der Laotischen Revolutionären Volkspartei an.
Für Hintergründe zur Politik in Laos siehe Laos - Politik.

## Liste der Abgeordneten
Die Wahlbezirke von Laos entsprechen den Provinzen:

### Wahlbezirk 1:Vientiane Capital
1. Bouasone Bouphavanh, Premierminister von Laos
2. Bountiem Phissamay
3. Kikeo Khaykhamphithoun
4. Bounyong Boupha
5. Souvanhpheng Bouphanouvong
6. Khamphat Pheubobouda
7. Bangon Xayalath
8. Somphien Xayadeth
9. Ounheuan Phothilath
10. Somvandy Nathavongsa
11. Khamphuang Choummaly
12. Latsanivong Ummarathithada
13. Thongvankham Sithilath
14. Vanpheng Keonakhone
15. Bounpone Sisoulath

Anmerkung:

### Wahlbezirk 2:Phongsali
1. Phaeng Lylavong
2. Ousavanh Thiengthetvongsa
3. Khamchanh Sakountava

### Wahlbezirk 3:Luang Namtha
1. Latsamy Mingboupha
2. Vonekham Phethavong
3. Ounkeo Vouthilath

### Wahlbezirk 4:Oudomxay
1. Phanduangchit Vongsa
2. Chanhthuem Latmany
3. Khamphaeng Chitavong
4. Somchanh Chitvongdouan
5. Siphone Intala

### Wahlbezirk 5:Bokeo
1. Chanhsouk Bounpachit
2. Vixaykone Vannachomchanh
3. Thatsadaphone Nosing

### Wahlbezirk 6:Luang Prabang
1. Thongsing Thammavong
2. Khamkeut Phommavongsy
3. Vongchanh Phommavan
4. Singtan Xayluexong
5. Somoak Kingsada
6. Saysmone Khomthavong
7. Bosaykham Vongdala
8. Singkham Phommalath

### Wahlbezirk 7:Sayaburi
1. Duangsavath Souphanouvong
2. Onchanh Phetsalath
3. Mek Phanlak
4. Bounphak Inthapanya
5. Yanyong Sipaseut
6. Thongleuan Inpanya
7. Ame Xongyieleng

### Wahlbezirk 8:Houaphan
1. Khamdy Singkhmphat
2. Tongyeutho
3. Khamlek Keosomphanh
4. Bouasone Thammaly
5. Mysone Thongsaysy
6. Chanhsy Vannavongxay

### Wahlbezirk 9:Xieng Khouang
1. Khamsing Sayakone
2. Outhen Masyxonxay
3. Khamsing Daxaophouan
4. Somdy Sitthilath
5. Bouaphan Likaya

### Wahlbezirk 10:Vientiane Province
1. Thongloun Sisoulith
2. Khammeung Phongthady
3. Douangdy Outthachak
4. Khammany Inthilath
5. Singkham Khongsavan
6. Somdy Keodalavin
7. Thonkeo Phanthavong
8. Inkham Phandala

### Wahlbezirk 11:Bolikhamsai
1. Khamphanh Sithidampha
2. Pany Yathotou
3. Inta Xaymounkham
4. Chuangchanh Lassavong
5. Phaithoun Kitilath

### Wahlbezirk 12:Khammuan
1. Khamveo Sikhotchounlamaly
2. Somnuek Sosmchanh
3. Phaithoun Xayakoummane
4. Inthava Moundala
5. Onma Lasavong
6. Bounyong Kinsamone
7. Phongsanhe Youtitham

### Wahlbezirk 13:Savannakhet
1. Xaysomphone Phomvihane
2. Khamphuei Panthachon
3. Keyoun Nhotsayviboun
4. Koukeo Akmounty
5. Vankham Inthachak
6. Nam Vignaket
7. Thongteun Sayasen
8. Ti Phommasak
9. Somphet Inthathilath
10. Lamgneun Paseutxaya
11. Somboun Sonthikoumane
12. Bounyeuan Thitphouthavong
13. Phimmaha Saenkhamyong
14. Bounyong Xaypanya
15. Bountem Xuangsayavong
16. Bounmy Kantivong

### Wahlbezirk 14:Salavan
1. Somxay Poulakhammany
2. Phouvieng Saythammavong
3. Thavone Tandavong
4. Davone Vangvichit
5. Vaenphet Phadavong
6. Manyxong Luesisamout

### Wahlbezirk 15:Champasak
1. Somphone Kagnong-Ek
2. Somphou Duangsavan
3. Phonthep Pholsena
4. Sithong Thongkeo
5. Meksavan Phomphithak
6. Bouagneun Xaphouvong
7. Nickkham Bouasisouk
8. Sikhamtak Mitalay
9. Sifong Bouta
10. Kisin Siphangnam
11. Saphaothong Vanthavisone
12. Bounmak Thipphasone

### Wahlbezirk 16:Sekong
1. Thongphan Chanthalanon
2. Phonephet Khewlavong
3. Chanhom Mahaxay

### Wahlbezirk 17:Attapeu
1. Vassady Khotyotha
2. Somvang Thammasit
3. Bounnan Bounyaseng

## Ständiger Ausschuss der Nationalversammlung
Der ständige Ausschuss bestand aus:
- Thongsing Thammavong, Präsident der Nationalversammlung, Vorsitzender des ständigen Ausschusses
- Pany Yathotou, Vizepräsidentin der Nationalversammlung, stellvertretende Vorsitzende des ständigen Ausschusses
- Xaysomphone Phomvihane, Vizepräsident der Nationalversammlung, stellvertretender Vorsitzender des ständigen Ausschusses, Vorsitzender des Ausschusses für Außenpolitik
- Keyoun Nhotsayviboun, Vorsitzender des Ausschusses für Rechtswesen
- Khamsing Sayakone, Vorsitzender des Ausschusses für Wirtschaft, Planung und Finanzen
- Thongphan Chanthalanon, Vorsitzende des Ausschusses für ethnische Angelegenheiten
- Douangdy Outthachak, Vorsitzender des Ausschusses für Kultur und Soziales
- Khamveo Sikhotchounlamaly, Vorsitzender des Ausschusses für nationale Verteidigung und Sicherheit
- Thongteun Sayasen, Chef des Kabinetts